# روفوس ريد
روفوس ريد (بالإنجليزية: Rufus Reid)‏ هو سياسي أمريكي، ولد في 1797، وتوفي في 1854. انتخب عضو مجلس نواب كارولينا الشمالية.